# Le Conte des voyages
Pour plus de détails, voir Fiche technique et Distribution.
Le Conte des voyages (Сказка странствий) est un film-conte de Noël à thèse tchécoslovaque, roumain et soviétique réalisé par Alexandre Mitta et sorti en 1983.
Le film a été tourné dans le genre du conte de fées, combinant une histoire d'aventure, des éléments de fantasy et une parabole. Contrairement aux précédents films-contes soviétiques, il contient un sous-texte philosophique qui, selon les critiques, est destiné à un public « adulte ». De l'aveu même du réalisateur, il s'agit d'un film dans lequel les idées de Constantin Stanislavski sont combinées à celles de Sergueï Eisenstein. La musique du film a été écrite par le compositeur allemand Alfred Schnittke. Le film est sorti dans les salles soviétiques en janvier 1984. Le film a été présenté au XXVIIIe Festival du film de Londres (1984) et du IXe Festival international du film de Hong Kong (1985).

## Synopsis
Dans une petite principauté vivent deux orphelins : le frère Mai et la sœur Marta (Tatiana Aksiouta). Mai avait le don magique de trouver de l'or, mais le garçon souffre de violents maux de tête lorsqu'il s'approche du précieux métal. Pour le protéger des tourments, Martha interdit à Mai d'utiliser ce don, et le frère et la sœur vivent dans la pauvreté.
La veille de Noël, Mai est enlevé par les méchants Gorgon (Lev Durov) et Brutus (Baltybaï Seïtmamoutov), qui espèrent s'enrichir grâce à ses capacités inhabituelles. Partant à la recherche de son frère, Martha rencontre en chemin un médecin itinérant, inventeur, poète et philosophe, Orlando (Andreï Mironov). Ensemble, ils poursuivent leurs recherches, surmontant obstacles et tentations, jusqu'au jour où, se défendant contre la sorcière personnification de la Peste (Carmen Galin), Orlando la vainc au prix de sa vie.
Après dix ans d'errance, Martha atteint le pays d'un prince cruel. Ce prince s'avère être l'adulte Mai (Valeri Storojik) - son ravisseur Gorgon vit dans un château avec lui. Mai apprend à contrôler son don : non seulement il ne ressentait plus aucune douleur lorsqu'il s'approchait de l'or, mais il pouvait aussi l'attirer par la force de la pensée. Gorgon élève Mai pour qu'il lui ressemble et pense que le jeune homme « a son âme en lui ».
Ayant décrété que Mai n'appartient pas à Martha, Gorgon tente de forcer la jeune fille à partir, d'abord par la corruption. Devant le refus de Martha, il l'emprisonne dans une tour. Lorsqu'il trouve sa sœur emprisonnée et qu'il la voit souffrir, Mai se rend compte que toute son existence depuis son enlèvement n'a plus aucun sens. Utilisant son don, il « invoque » tout l'or du château et parvient à réduire l'édifice en cendres. Se réveillant dans les ruines, Martha trouva son frère à proximité. Mai a perdu le don de chercheur d'or, mais en même temps l'esprit d'Orlando a pris vie en lui : le jeune homme lui fait prononcer ses phrases et recrée le plan de la machine volante d'Orlando.

## Fiche technique
- Titre français : Le Conte des voyages[1]
- Titre original russe : Сказка странствий[2], Skazka stranstviï
- Titre tchèque : Pohádka o putování
- Titre roumain : Povestea călătoriilor[3]
- Réalisateur : Alexandre Mitta
- Scénario : Alexandre Mitta, Iouli Dounski (ru), Valeri Frid (ru)
- Photographie : Valeri Chouvalov (ru)
- Montage : Nadejda Veselovskaïa
- Musique : Alfred Schnittke
- Textes des chansons : Yuli Kim
- Décors : Teodor Tejik (ru)
- Sociétés de production : Mosfilm, studios Barrandov, studios de Buftea
- Pays de production :  Union soviétique -  Roumanie -  Tchécoslovaquie
- Langues originales : russe
- Format : couleurs - son mono - 35 mm
- Durée : 105 minutes
- Genre : film-conte à thèse[1]
- Dates de sortie :
  - Union soviétique : 5 septembre 1983
  - Tchécoslovaquie : novembre 1983
  - Roumanie : 26 décembre 1983

## Distribution
- Andreï Mironov : Orlando
- Tatiana Aksiouta (ru) : Marta
- Ksenia Piriatinskaïa : Mai enfant
- Valeri Storojik (ru) : Mai adulte
- Octavian Cotescu (ro) : le 1er juge
- Lev Durov : Gorgon
- Mihai Mălaimare (ro)
- Carmen Galin (ro) : la peste
- Veniamine Smekhov : Don Quichotte
- Alexandre Piatkov (ru) : foreur
- Vladimir Bassov : l'avocat
- Baltybaï Seïtmamoutov : Brutus

## Exploitation
Le film a enregistré 1 110 809 entrées en Roumanie.